# Houston Oilers 1972
La stagione 1972 degli Houston Oilers è stata la terza della franchigia nella National Football League, la 13ª complessiva. La squadra peggiorò il record di 4–9–1 della stagione precedente, vincendo una sola gara e mancando i playoff per la terza stagione consecutiva.
Il punto più basso della stagione fu nella settimana 4, una sconfitta per 34–0 nel Monday Night Football contro gli Oakland Raiders. Con la gara ormai chiusa, le telecamere di ABC inquadrarono le tribune dell’Astrodome, inquadrando un uomo che sembrava addormentato. Quando questi realizzò di essere inquadrato, mostrò il dito medio alla videocamera. Howard Cosell commentò: "Ecco l’entusiasmo dei tifosi...". Don Meredith aggiunse: "Sono i migliori [tifosi] della nazione!". Un altro momento negativo per gli Oilers fu nell’ultima gara della stagione contro i Cincinnati Bengals, persa con un perentorio 61-17. Fu la peggiore sconfitta della stagione nella NFL e all’epoca la peggiore della storia della squadra.

## Calendario
| Stagione regolare |                        |           |
| Turno             | Avversario             | Risultato |
| 1                 | at Denver Broncos      | S 17-30   |
| 2                 | at Miami Dolphins      | S 13-34   |
| 3                 | New York Jets          | V 26–20   |
| 4                 | Oakland Raiders        | S 0-34    |
| 5                 | at Pittsburgh Steelers | S 7-24    |
| 6                 | Cleveland Browns       | S 17-23   |
| 7                 | at Cincinnati Bengals  | S 7-30    |
| 8                 | at Cleveland Browns    | S 0-20    |
| 9                 | Philadelphia Eagles    | S 17-18   |
| 10                | Green Bay Packers      | S 10-23   |
| 11                | at San Diego Chargers  | S 20-34   |
| 12                | at Atlanta Falcons     | S 10-20   |
| 13                | Pittsburgh Steelers    | S 3-9     |
| 14                | Cincinnati Bengals     | S 17-61   |

## Classifiche
| AFC Central         | AFC Central | AFC Central | AFC Central | AFC Central | AFC Central | AFC Central | AFC Central | AFC Central | AFC Central |
|                     | V           | S           | P           | %           | DIV         | CONF        | PF          | PS          | Str.        |
| ------------------- | ----------- | ----------- | ----------- | ----------- | ----------- | ----------- | ----------- | ----------- | ----------- |
| Pittsburgh Steelers | 11          | 3           | 0           | .786        | 4–2         | 9–2         | 343         | 175         | V4          |
| Cleveland Browns    | 10          | 4           | 0           | .714        | 5–1         | 9–2         | 268         | 249         | V2          |
| Cincinnati Bengals  | 8           | 6           | 0           | .571        | 3–3         | 6–5         | 299         | 229         | V1          |
| Houston Oilers      | 1           | 13          | 0           | .071        | 0–6         | 1–10        | 164         | 380         | S11         |

Nota: I pareggi vennero conteggiati ai fini della classifica a partire da questa stagione.